# Adonis sibirica
Adonis sibirica är en ranunkelväxtart som beskrevs av Eugène Louis Melchior Patrin och Carl Friedrich von Ledebour. Adonis sibirica ingår i släktet adonisar, och familjen ranunkelväxter. Inga underarter finns listade i Catalogue of Life.

## Bildgalleri

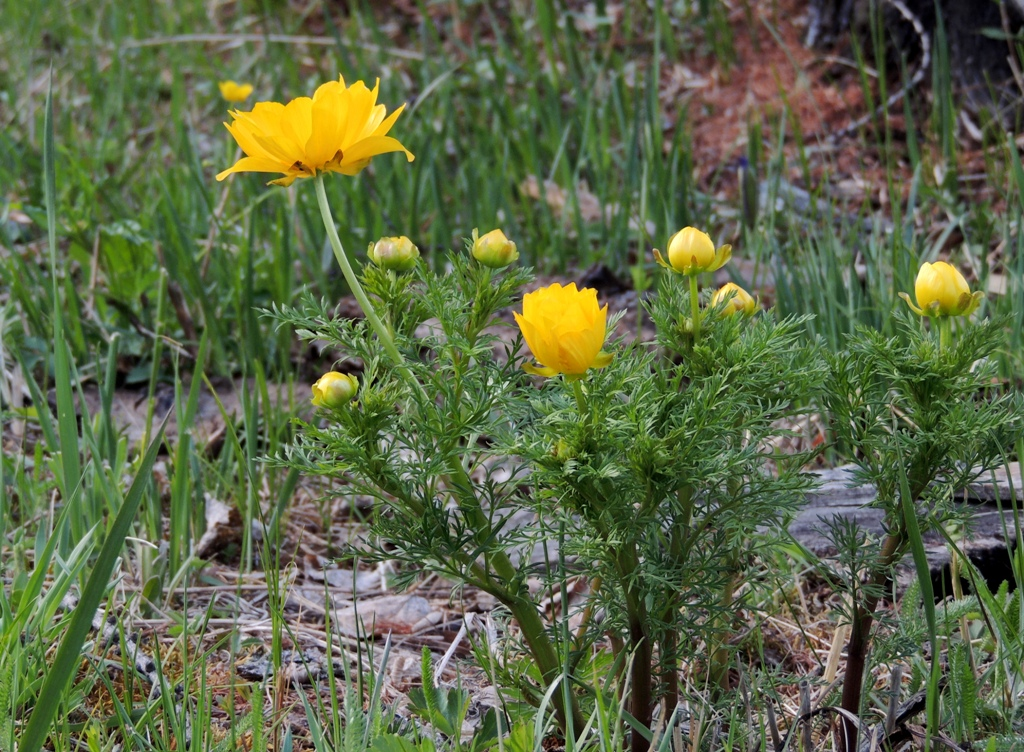